# Guy Stockwell
Pour les articles homonymes, voir Stockwell (homonymie).
Harry Guy Stockwell, dit Guy Stockwell, est un acteur américain né le 16 novembre 1933 à Hollywood (Californie) et mort le 6 février 2002 à Prescott (Arizona).

## Biographie
Guy Stockwell est le fils de Harry Stockwell — acteur qui a prêté sa voix au prince dans Blanche-Neige et les Sept Nains (1937) — et le frère aîné de Dean Stockwell, acteur lui aussi.

## Filmographie

### Cinéma
- 1946 : Les Vertes Années (The Green Years) de Victor Saville : jeune garçon
- 1947 : The Mighty McGurk de John Waters : jeune garçon
- 1959 : Une fille très avertie (Ask Any Girl) de Charles Walters : le petit ami
- 1959 : Les Beatniks
- 1959 : Un mort récalcitrant (The Gazebo)
- 1960 : Ne mangez pas les marguerites (Please Don't Eat the Daisies) : jeune homme
- 1963 : Les Trois Épées de Zorro (Le Tre spade di Zorro) : Diego de Guadalupe / Diego Ortiz / Zorro
- 1965 : Le Seigneur de la guerre (The War Lord) : Draco
- 1965 : Les Yeux bandés (Blindfold) : James Fitzpatrick
- 1966 : Les Fusils du Far West (The Plainsman) : Buffalo Bill Cody
- 1966 : Beau Geste le baroudeur : Beau Geste
- 1966 : And Now Miguel : George Perez
- 1967 : Tobrouk, commando pour l'enfer (Tobruk) : lieutenant Max Mohnfeld
- 1967 : Le Pirate du roi (The King's Pirate) de Don Weis : John Avery
- 1967 : Banning : Jonathan Linus
- 1968 : En pays ennemi (In Enemy Country) : Braden
- 1969 : The Monitors (en) de Jack Shea : Harry
- 1973 : The Gatling Gun : lieutenant Wayne Malcolm
- 1974 : 747 en péril (Airport 1975) : colonel Moss
- 1974 : Le monstre est vivant (It's Alive) : Bob Clayton
- 1981 : Burned at the Stake : Dr Grossinger
- 1982 : 40 Days of Musa Dagh : Simon Tomassian
- 1988 : Grotesque : Orville Kruger
- 1989 : Santa sangre : Orgo

### Télévision
- 1961-1962 : Aventures dans les îles : Chris Parker
- 1963 : The Wall to Wall War
- 1964 : Ballad of Hector, the Stowaway Dog : Max
- 1964 : Bonanza : saison 6 épisode 1 (Genèse d'un tueur) : Johnny Chapman
- 1968 : The Sound of Anger : Brad Darrell
- 1968 : Les Mystères de l'Ouest (The Wild Wild West), (série TV) - Saison 4 épisode 22, La Nuit des Cosaques (The Night of the Cossacks), de Mike Moder : prince Gregor
- 1969 : Le Virginien : saison 8 épisode 06 (The runaway) : Luke Calahan
- 1972 : Return to Peyton Place (série) : Dr Michael Rossi (1972-1974)
- 1974 : The Disappearance of Flight 412 : lieutenant-colonel Trottman
- 1983 : K2000, Saison 1 épisode 20 : Gil Riggins
- 1983 : K2000, Saison 2 épisode 6 : Zachary Sloate
- 1987: Arabesque (Saison 4, épisode 12) : Elmo
- 1990 : Unspeakable Acts : Dr Underwager
- 1990 : Columbo, saison 10, épisode 1 : Criminologie appliquée (Columbo Goes to College) : gérant du club
- 1989 : 58 heures d'angoisse (Everybody's Baby: The Rescue of Jessica McClure) : Jones
- 1989 : Code Quantum (Quantum Leap), saison 1, épisode 3 : La main droite de Seigneur (The right hand of God) : Jake Edwards